# كلارا باسيانا
كلارا باسيانا كانيِـيَاس (بالإسبانية: Clara Basiana Cañellas، ولدت في 23 يناير 1991، برشلونة، إسبانيا) سبّاحة متزامنة إسبانية.
حصلت الميدالية البرونزية في دورة الألعاب الأولمبية الصيفية عام 2012، كما حازت على ميداليتين برونزيتين في بطولة العالم للسباحة المتزامنة عام 2011، وعلى ميداليتين ذهبيتين في بطولة أوروبا للسباحة المتزامنة عام 2012.

## إنجازاتها

### الألعاب الأولمبية الصيفية
- 2012 لندن  المملكة المتحدة:  ميدالية برونزية في سباق السباحة المتزامنة في فئة الفرق (Team routine).

### بطولة العالم للسباحة (المتزامنة)
- 2011 شانغهاي  الصين:  ميدالية برونزية في سباق السباحة المتزامنة في فئة الفرق الفني (Team Technical Routine).
- 2011 شانغهاي  الصين:  ميدالية برونزية في سباق السباحة المتزامنة في فئة الفرق الفني (Team free routine).

### بطولة أوروبا للسباحة (المتزامنة)
- 2010 بودابست  المجر:  ميدالية فضية في سباق السباحة المتزامنة في فئة الفرق الحرة (Team Free Routine).
- 2010 بودابست  المجر:  ميدالية فضية في سباق السباحة المتزامنة في فئة الفرق- الكومبو الحرة (Free Routine Combination).
- 2012 آيندهوفن  هولندا:  ميدالية ذهبية في سباق السباحة المتزامنة في فئة الفرق الحرة (Team Free Routine).
- 2012 آيندهوفن  هولندا:  ميدالية ذهبية في سباق السباحة المتزامنة في فئة الفرق- الكومبو الحرة (Free Routine Combination).

## روابط خارجية
- كلارا باسيانا على موقع الاتحاد الدولي للسباحة (الإنجليزية)
- كلارا باسيانا على موقع اللجنة الأولمبية الدولية (الإنجليزية)
- كلارا باسيانا على موقع أوليمبيديا (الإنجليزية)
- كلارا باسيانا على موقع اللجنة الأولمبية الإسبانية (الإسبانية)